# 魯賓遜鎮區 (印第安納州波西縣)
魯賓遜鎮區（英語：Robinson Township）是位於美國印第安納州波西縣的一個行政鎮區。

## 地方資料
根據2010年美國人口普查的數據，魯賓遜鎮區的面積為101.37平方千米，當中陸地面積為101.34平方千米，而水域面積為0.03平方千米。當地共有人口3976人，而人口密度為每平方千米39.22人。